# Adamsville (Alabama)
Adamsville – miasto w Stanach Zjednoczonych, w stanie Alabama, w hrabstwie Jefferson. W roku 2023 miasto zamieszkiwały 4172 osoby, a gęstość zaludnienia wynosiła 82,1 osoby/km².